# إعلان إنشيون
إعلان إنشيون (بالإنجليزية: Incheon declaration)‏ هو إعلان بشأن التعليم تم اعتماده في المنتدى العالمي للتعليم في إنتشون، كوريا الجنوبية في 15 مايو 2015. وه استمرار منطقي لحركة التعليم للجميع (EFA) والأهداف الإنمائية للألفية المتعلقة بالتعليم، وقد استندت العديد من أهدافها إلى مراجعة التقدم المحرز منذ انعقاد المنتدى العالمي للتعليم في داكار عام 2000.

## محتوى الإعلان

### المساواة والوصول
تماشيا مع هدفه العام المتمثل في ضمان التعليم للجميع، يؤكد إعلان إنتشون على أنواع مختلفة من المساواة. وركزت على تكافؤ الفرص بالإضافة إلى ضرورة أخذ آراء الطلاب بعين الاعتبار. وبالإضافة إلى ذلك، يتم التركيز على ضمان ألا تمنع التكلفة والتمييز الناس من متابعة التعليم الجيد والحصول عليه. تم ذكر المساواة بين الجنسين على وجه التحديد باعتبارها جانبًا مهمًا من النظام التعليمي بينما لا يعتبر التنوع مشكلة بل موردًا.

### تحسين النتائج
كما اتفق الموقعون على إعلان إنتشون على إدخال تحسينات على النتائج التعليمية. على سبيل المثال، أكدت التزامها "بضمان أن يحقق جميع الشباب والكبار، وخاصة الفتيات والنساء، مستويات الكفاءة الوظيفية والحسابية ذات الصلة والمعترف بها". تتضمن أهداف النتائج أيضًا وصول الدول المتقدمة إلى 0.7% من الناتج القومي الإجمالي للمساعدة الإنمائية الرسمية للدول النامية.

### التمويل
هناك توصية رئيسية أخرى وردت في إعلان إنتشون تتعلق بتمويل التعليم. وحث الموقعين على تخصيص 4-6% من ناتجهم المحلي الإجمالي أو 15-20% من نفقاتهم العامة لتحسين وضع التعليم.

## التعليم 2030: رؤية جديدة للتعليم
يعترف إطار عمل التعليم 2030، الذي تم اعتماده في إنتشون في مايو/أيار 2015، بالتعلم مدى الحياة للجميع باعتباره أحد المبادئ الأساسية لهذه الرؤية الجديدة، وينص على أن "جميع الفئات العمرية، بما في ذلك البالغين، يجب أن تتاح لهم فرص التعلم ومواصلة التعلم". وأصبح الإطار، الذي أكد من جديد الالتزامات المنصوص عليها في مبادرة التعليم للجميع، جزءًا من أهداف التنمية المستدامة باعتباره الهدف الرابع للتنمية المستدامة واعتمدته الأمم المتحدة في سبتمبر من العام نفسه. والتزم أولئك الذين وقعوا على الإعلان بتوفير اثني عشر عامًا من التعليم الابتدائي والثانوي مدفوع الأجر من قبل الجمهور. علاوة على ذلك، ستكون تسع سنوات من تلك السنوات إلزامية. كما يدعو البلدان إلى "وضع سياسات وبرامج لتوفير تعليم عن بعد جيد في التعليم العالي، مع التمويل المناسب واستخدام التكنولوجيا، بما في ذلك الإنترنت، والدورات التدريبية المفتوحة على الإنترنت (MOOCs) وغيرها من الطرائق التي تلبي معايير الجودة المقبولة لتحقيق تحسين الوصول."

## التقدم
بين عامي 2012 و2019، زاد الإنفاق على كل طالب في دول منظمة التعاون الاقتصادي والتنمية بمعدل متوسط قدره 1.6% سنويًا. ومع ذلك، تشير التقديرات إلى أنه في عام 2018، في المتوسط، أنفقت الدول الأعضاء في منظمة التعاون الاقتصادي والتنمية 11% من ميزانياتها العامة على التعليم، مقارنة بنسبة 15% إلى 20% التي أوصى بها إعلان إنشيون. وقد أخفق حوالي ثلث البلدان في تحقيق كلا المعيارين المنصوص عليهما في الإعلان.
خلال جائحة كوفيد-19، انخفضت ميزانيات التعليم وميزانيات برامج المساعدات الرسمية للتعليم. وتشير تقديرات اليونسكو إلى أن توقف التعليم أثناء الوباء أثر على ما يقرب من 1.6 مليار طالب: 94% من الطلاب وخُمس سكان العالم. وتشير التقديرات إلى أن عمليات الإغلاق استمرت لمدة 41 أسبوعًا في المتوسط (10.3 شهرًا). وكان لها آثار سلبية كبيرة على تعلم الطلاب، والتي من المتوقع أن يكون لها آثار كبيرة طويلة المدى على كل من التعليم والأرباح. لقد أثر الوباء بشكل غير متناسب على الطلاب المحرومين بالفعل. ويجب على البلدان والحكومات إعطاء الأولوية للتعليم للتخفيف من آثار مثل هذه الاضطرابات.